# Kilcullen
Kilcullen (Cill Chuilinn en irlandais) est une petite ville du comté de Kildare en Irlande.
La ville de Kilcullen compte 2 985 habitants.

## Jumelage
Saint-Contest (France)